# Wapen van Hoeksche Waard (gemeente)

Wapen van Hoeksche Waard

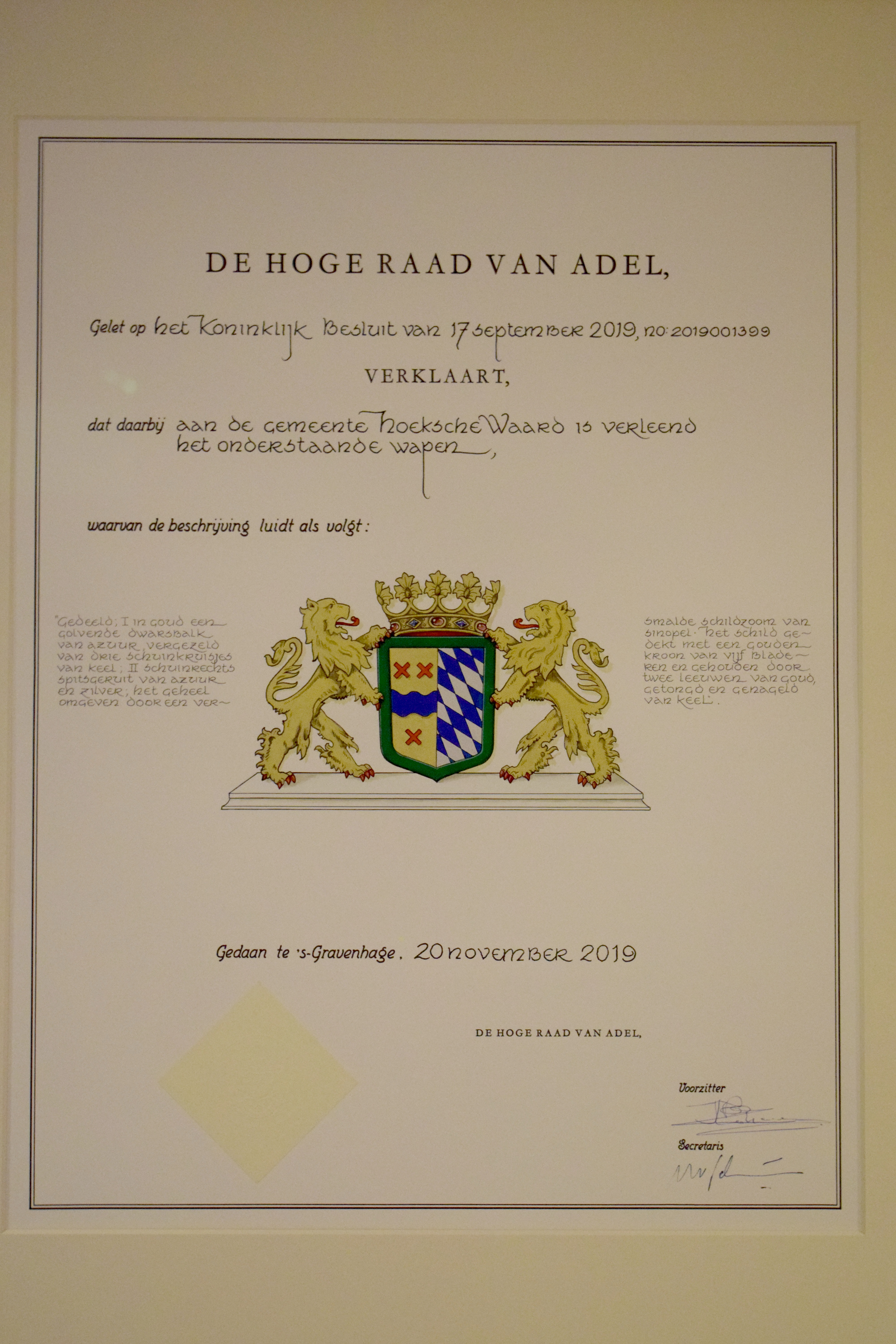
wapendiploma gemeente Hoeksche Waard

Het wapen van Hoeksche Waard is het gemeentewapen van de Nederlandse gemeente Hoeksche Waard (Zuid-Holland). De gemeente Hoeksche Waard bestaat sinds 1 januari 2019 na een fusie van de gemeenten Binnenmaas, Cromstrijen, Korendijk, Oud-Beijerland en Strijen in de huidige vorm. Het wapen werd met het koninklijk besluit op 17 september 2019 aan de gemeente verleend door de Hoge Raad van Adel. Op 12 december 2019 werd het wapendiploma (gedateerd 20 november 2019) aan burgemeester Govert Veldhuijzen overhandigd. In het wapen komen elementen uit wapens van voorgaande gemeentes terug.

## Geschiedenis
In februari vroeg de gemeente een wapen en diende daartoe een verzoek in bij de Hoge Raad van Adel. De Hoge Raad had de gemeente twee ontwerpen opgestuurd waaruit een keuze kon worden gemaakt. Deze ontwerpen werden door de historische verenigingen en de directie van het streekmuseum beoordeeld: de keuze was anoniem. De overgenomen elementen omvatten alle voorgaande gemeenten. De schildzoom van Binnenmaas, de schuinkruisjes van Cromstrijen (Klaaswaal en Numansdorp), Strijen en Westmaas, de Beierse ruiten van Korendijk (Nieuw-Beijerland en Zuid-Beijerland) en Oud-Beijerland en de golvende dwarsbalk van Binnenmaas en Cromstrijen (Klaaswaal en Numansdorp) evenals Piershil.

## Beschrijving
Gedeeld; I in goud een golvende dwarsbalk van azuur, vergezeld van drie schuinkruisjes van keel;
II schuinrechts spitsgeruit van azuur en zilver; het geheel omgeven door een versmalde schildzoom van sinopel.
Het schild gedekt met een gouden kroon van vijf bladeren en gehouden door twee leeuwen van goud, getongd en genageld van keel.
De kroon waarmee het schild gedekt is, bestaat uit een markiezenkroon, ontleend aan het wapen van Korendijk en oorspronkelijk uit dat van Goudswaard. Als schildhouders zijn twee gouden leeuwen geplaatst. Deze konden worden toegevoegd omdat ten minste een van de voorgangers van Hoeksche Waard schildhouders in het wapen had. In dit geval hadden zowel Korendijk als Strijen schildhouders.

## Verwante wapens

Wapen van Binnenmaas
Wapen van Cromstrijen
Wapen van Korendijk
Wapen van Oud-Beijerland
Wapen van Strijen

Alblasserdam
· Albrandswaard
· Alphen aan den Rijn
· Barendrecht
· Bodegraven-Reeuwijk
· Capelle aan den IJssel
· Delft
· Den Haag
· Dordrecht
· Goeree-Overflakkee
· Gorinchem
· Gouda
· Hardinxveld-Giessendam
· Hendrik-Ido-Ambacht
· Hillegom
· Hoeksche Waard
· Kaag en Braassem
· Katwijk
· Krimpen aan den IJssel
· Krimpenerwaard
· Lansingerland
· Leiden
· Leiderdorp
· Leidschendam-Voorburg
· Lisse
· Maassluis
· Midden-Delfland
· Molenlanden
· Nieuwkoop
· Nissewaard
· Noordwijk
· Oegstgeest
· Papendrecht
· Pijnacker-Nootdorp
· Ridderkerk
· Rijswijk
· Rotterdam
· Schiedam
· Sliedrecht
· Teylingen
· Vlaardingen
· Voorne aan Zee
· Voorschoten
· Waddinxveen
· Wassenaar
· Westland
· Zoetermeer
· Zoeterwoude
· Zuidplas
· Zwijndrecht

Dorpswapens: Heerjansdam
· Maasland
· Scheveningen
· Schipluiden